# WinG
WinG (ウィン・ジー) とは、マイクロソフトがWindows 3.1向けに開発したグラフィックライブラリの一つである。

## 開発の経緯
Windowsに標準搭載されていたグラフィックライブラリ、GDIでは、グラフィックの描画のたびにインタフェースを介してグラフィックカードに描画命令を送る仕組みであったために描画速度が遅く、高速な2D描画を必要としたゲームには利用できなかった。そのため、オフィスアプリケーションやマルチメディアの利用はWindowsだが、ゲームのときはWindowsを終了させ、MS-DOS上でゲームを起動して楽しむのが一般的だった。MS-DOSはマシンのハードウェアを直接制御することができたが、Windows 3.1の上でゲームを動かすとOSが割り込むためにゲームを高速に動作させるのは不可能に近い話だった。また、MS-DOSではOpenGLのようにハードウェアの違いを吸収できなかったので、ソフトメーカーが自力でおびただしい数のハードウェアそれぞれを意識したコードを書くか、他社が提供するドライバとライブラリを利用するしか無かった。そこで、GDIのパフォーマンスの違い（特にBit Block Transfer (BitBlt) 処理）を吸収することで高速描画を可能とするライブラリとして、WinGが開発された。

## 制限
画面モードが256色であることが前提である。またWinGを最初に使用する際（または画面モードを変更した際）にはプログラムの最初でVRAM構造などによるパフォーマンスの違いを吸収するためにベンチマーク処理を行わなくてはならない。このベンチマーク処理がウイルス感染と誤認され産経新聞の記事になり、ベクターデザイン（現ベクター）が発売したPack for Winで対応に追われることになった事がある。

## インストール方法
Win32sやVideo for Windows同様に、インストーラを利用してインストールすることができた。

## DirectXへの移行
このWinGの成果は、Windows 95以後にも活かされた。Windows 95でも、ハードウェアに直接アクセスできない制約が残っているため、WinGを元に32ビットプログラムへの拡張が行われることになる。当初は、Windows Games SDKとして、拡張されたWinGのほか、サウンドチップやジョイパッドなどの入力機器と直接やりとりできるインタフェースとしてリリースされ、その後、マルチメディアテクノロジーの総称としてDirectXと言う名称が与えられた。WinGの後継となったDirectDrawはDirectX 7まで使用され、その後DirectX 8以降はDirect3Dと統合されてDirectX Graphicsとなっている。

## WinG使用のゲーム
- Doom (1995)[2]
- シムシティ2000 for Windows:マクシス
- シムタウン:マクシス
- 3×3 EYES～吸精公主～:ニホンクリエイト (Windows 95版も発売)
- 信長の野望・天翔記:コーエー (Windows 95版も発売)
- 太閤立志伝II for Windows:コーエー
- ぷよぷよ for Windows:ボーステック (Windows 95&98版も発売)
- ザ・タワー (ゲーム) (1995)